# Pianeta superabitabile

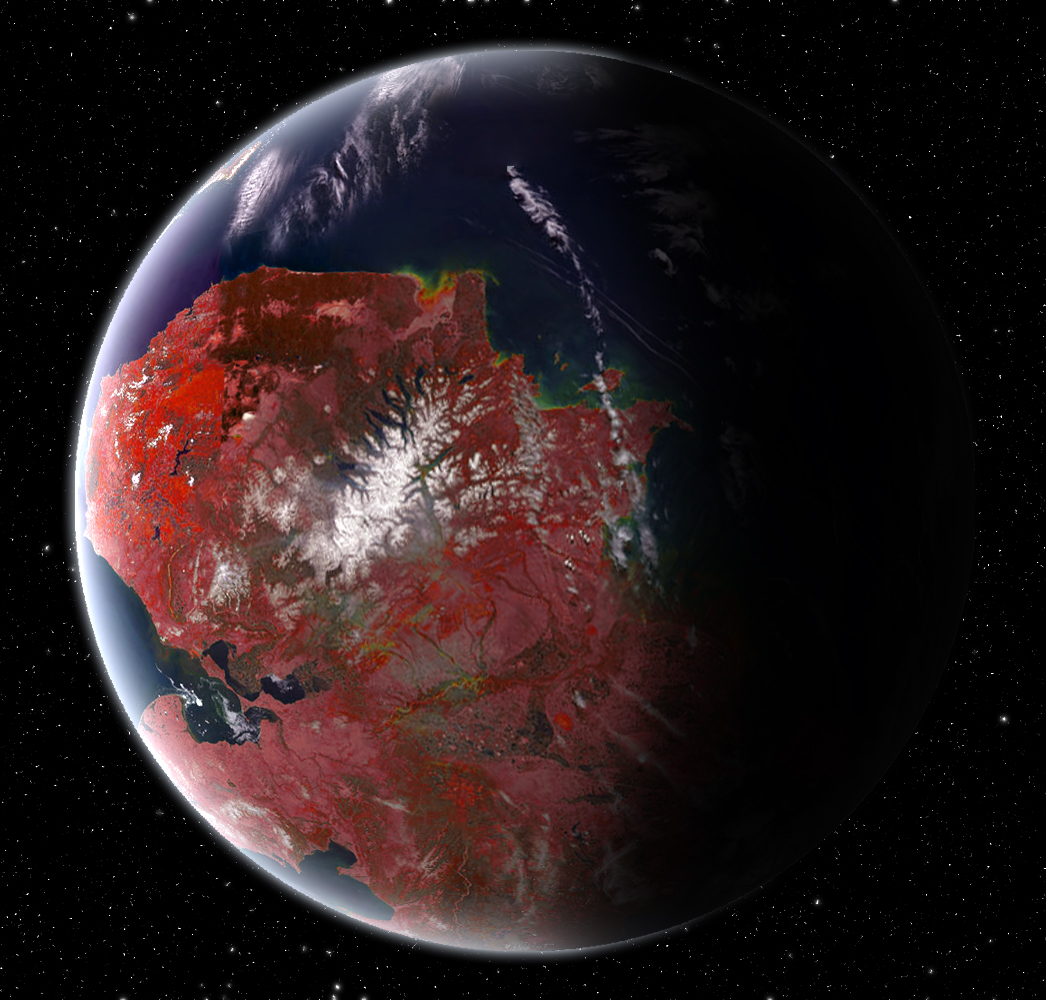
Possibile aspetto di un pianeta superabitabile; le zone rossastre sono ricoperte di vegetazione, di colore diverso da quella terrestre per la radiazione proveniente da una nana arancione

Un pianeta superabitabile è un tipo ipotetico di esopianeta che potrebbe essere più adatto della Terra per l'origine e l'evoluzione della vita. Il concetto è stato introdotto nel 2014 dagli astrofisici René Heller e John Armstrong, che hanno criticato l'approccio antropocentrico nella ricerca di pianeti abitabili, suggerendo che la Terra o un analogo terrestre non rappresenti l'abitabilità planetaria ottimale per supportare la massima biodiversità. In altre parole, definiscono superabitabile un pianeta terrestre o una esoluna che potrebbe supportare una flora e fauna più variegata di quella presente sulla Terra.
Heller e Armstrong sottolineano anche che non tutti i pianeti rocciosi situati nella zona abitabile abbiano le condizioni adatte per essere effettivamente abitabili, poiché potrebbero soffrire di un effetto serra, creato da una densa atmosfera, che alzerebbe notevolmente la temperatura superficiale, mentre potrebbero essere abitabili alcuni corpi situati al di fuori della zona abitabile, poiché la rotazione sincrona potrebbe renderli vivibili, in maniera simile a come accade su Europa, che si presume ospiti un oceano al di sotto della sua superficie ghiacciata. Heller e Armstrong propongono di stabilire un profilo per gli esopianeti che tenga conto del tipo stellare, della massa e della posizione nel loro sistema planetario, e altre caratteristiche, suggerendo anche che questi pianeti sarebbero più comuni degli analoghi terrestri. Secondo gli autori, tali mondi superabitabili sarebbero probabilmente più grandi, più caldi e più vecchi della Terra e in orbita a stelle di tipo K di sequenza principale. Al 2017, nessun pianeta extrasolare confermato è considerato superabitabile; tuttavia, uno studio del 2020 ha indicato oltre venti possibili candidati orbitanti attorno a stelle che distano oltre 100 anni luce dalla Terra.

## Caratteristiche
Heller e Armstrong hanno ritenuto che i pianeti o i satelliti superabitabili debbano annoverare una serie di caratteristiche di base per essere definiti tali. I loro studi concludono che corpi con due masse terrestri e un raggio 1,3 volte quello terrestre hanno le giuste dimensioni per sviluppare un'ottimale tettonica delle placche. Inoltre, con quella massa hanno una maggiore attrazione gravitazionale che aumenta la ritenzione dei gas durante la formazione del pianeta, ed è quindi probabile che abbiano un'atmosfera più densa in grado di offrire una maggiore concentrazione di ossigeno e gas serra, che a loro volta aumentano la temperatura media a circa 25 °C, un livello ottimale per la vita vegetale. Un'atmosfera densa può anche influenzare i rilievi superficiali, rendendoli più regolari e diminuendo la dimensione dei bacini oceanici, migliorando la diversificazione della vita marina in acque poco profonde.
Altri fattori da considerare sono il tipo di stella madre: le nane arancioni, o stelle di tipo K di sequenza principale, sono meno massicce del Sole, e sono stabili nella sequenza principale per tempi molto lunghi (da 15 a 30 miliardi di anni, rispetto ai 10 miliardi del Sole), dando più tempo perché la vita abbia origine e possa evolversi. Un mondo superabitabile richiede anche di essere situato vicino al centro della zona abitabile del suo sistema, per lunghi periodi di tempo.

### Dimensioni, superficie e composizione

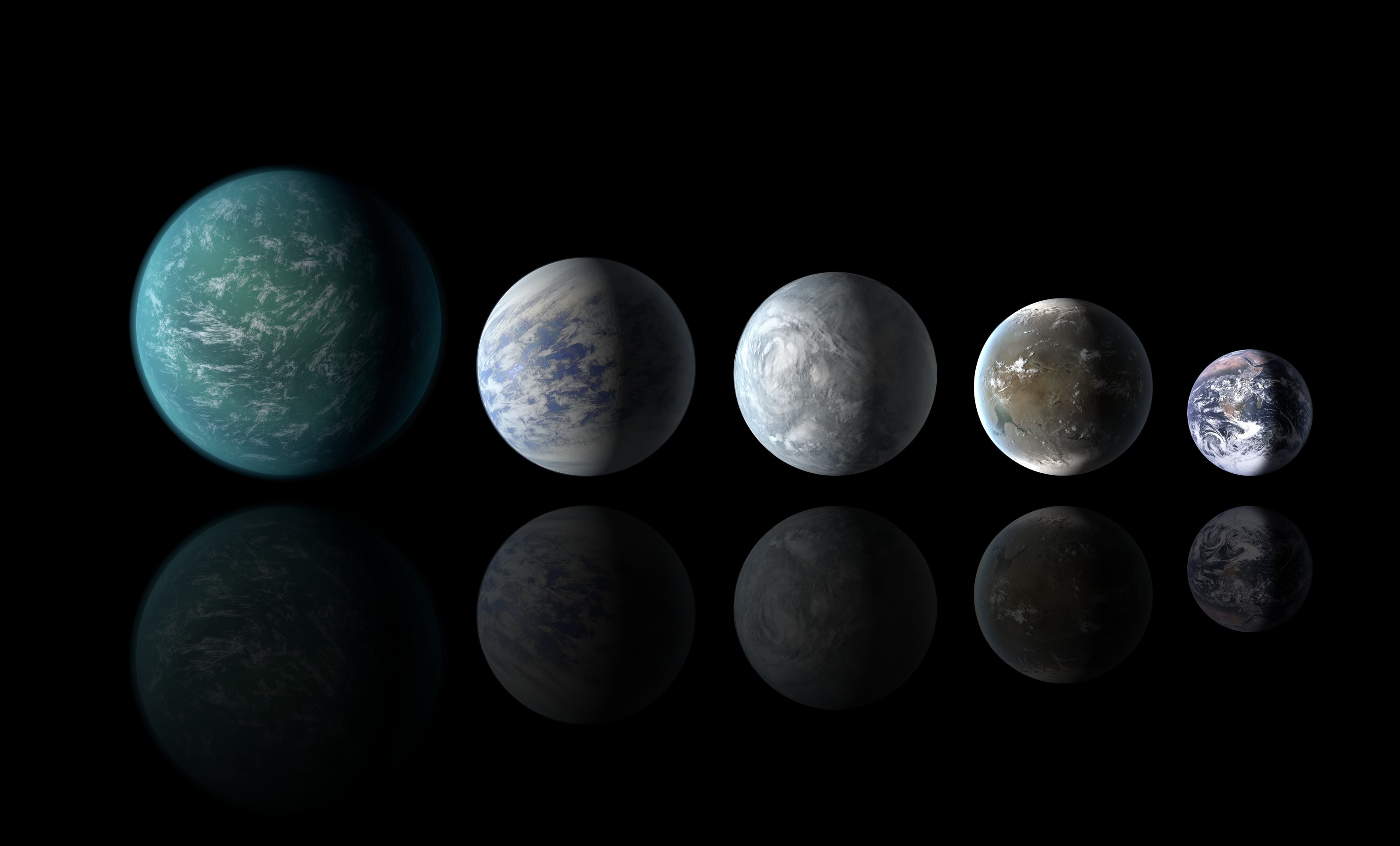
Da sinistra a destra le dimensioni di Kepler-22 b, Kepler-69 c, Kepler-62 e, Kepler-62 f e la Terra

Un pianeta extrasolare con un volume maggiore di quello della Terra, oppure con una superficie più complessa, o maggiormente coperta di acqua liquida, potrebbe essere più accogliente della Terra per ospitare la vita. Poiché il volume del pianeta tende a essere correlato alla sua massa, più massiccio è, maggiore è la sua forza gravitazionale, da cui può derivare un'atmosfera più densa.
Alcuni studi indicano che vi è un limite naturale, fissato a 1,6 R⊕, sotto il quale quasi tutti i pianeti sono di tipo terrestre, composti principalmente da miscele roccia-ferro-acqua. In genere, gli oggetti con una massa inferiore a 6 M⊕ hanno probabilmente una composizione simile a quella della Terra. Sopra questo limite, la densità dei pianeti diminuisce con l'aumento delle dimensioni, e il pianeta sarebbe un pianeta oceanico e, con dimensioni ancora maggiori, un gigante gassoso; inoltre, le super Terre massicce possono essere carenti di una tettonica a zolle. Si prevede pertanto che qualsiasi esopianeta con una densità simile a quella della Terra e un raggio di meno di 1,6 R⊕ sia adatto alla vita. Tuttavia, altri studi indicano che i mondi d'acqua rappresentino una fase di transizione tra i mininettuno e i pianeti terrestri, in particolare se appartenenti a stelle poco massicce, come nane rosse o nane arancioni. Anche se i pianeti oceano possono essere abitabili, la profondità media delle acque e l'assenza di zone di terreno solido, non li renderebbe superabitabili nella concezione di Heller e Armstrong. Dal punto di vista geologico, la massa ottimale di un pianeta è di circa 2 M⊕, quindi per avere una densità come quella della Terra, il raggio dovrebbe essere circa 1,2-1,3 R⊕.
La profondità media degli oceani influisce sull'abitabilità di un pianeta. I mari poco profondi, data la quantità di luce e calore che ricevono, sono solitamente più adatti per le specie acquatiche, quindi è probabile che gli esopianeti con una bassa profondità media degli oceani siano più adatti alla vita, ed esopianeti più massicci tenderebbero ad avere una superficie più regolare, che può significare anche avere bacini oceanici meno profondi e più ospitali.

### Geologia
La tettonica delle placche, in combinazione con la presenza di grandi masse d'acqua su un pianeta, è in grado di mantenere costanti i livelli di anidride carbonica (CO2) nella sua atmosfera. Questo processo sembra essere comune nei pianeti terrestri geologicamente attivi con una velocità di rotazione significativa. Quanto più è massiccio un corpo planetario, tanto più a lungo manterrà il suo calore interno, che è il fattore principale che contribuisce alla tettonica delle placche. Tuttavia, una massa troppo alta potrebbe rallentare la tettonica a zolle a causa di un aumento di pressione e viscosità del mantello, che ostacola lo scorrimento della litosfera. Gli studi suggeriscono che la tettonica delle placche raggiunge la sua massima attività in corpi con una massa compresa tra una e 5 M⊕, con una massa ottimale di circa due masse terrestri.
Se l'attività geologica non è sufficientemente intensa per generare una quantità di gas serra tale da aumentare la temperatura globale al di sopra del punto di congelamento dell'acqua, il pianeta potrebbe sperimentare una glaciazione globale e permanente, a meno che il processo non sia compensato da una fonte di calore interno molto intensa, come il riscaldamento mareale.

### Campo magnetico

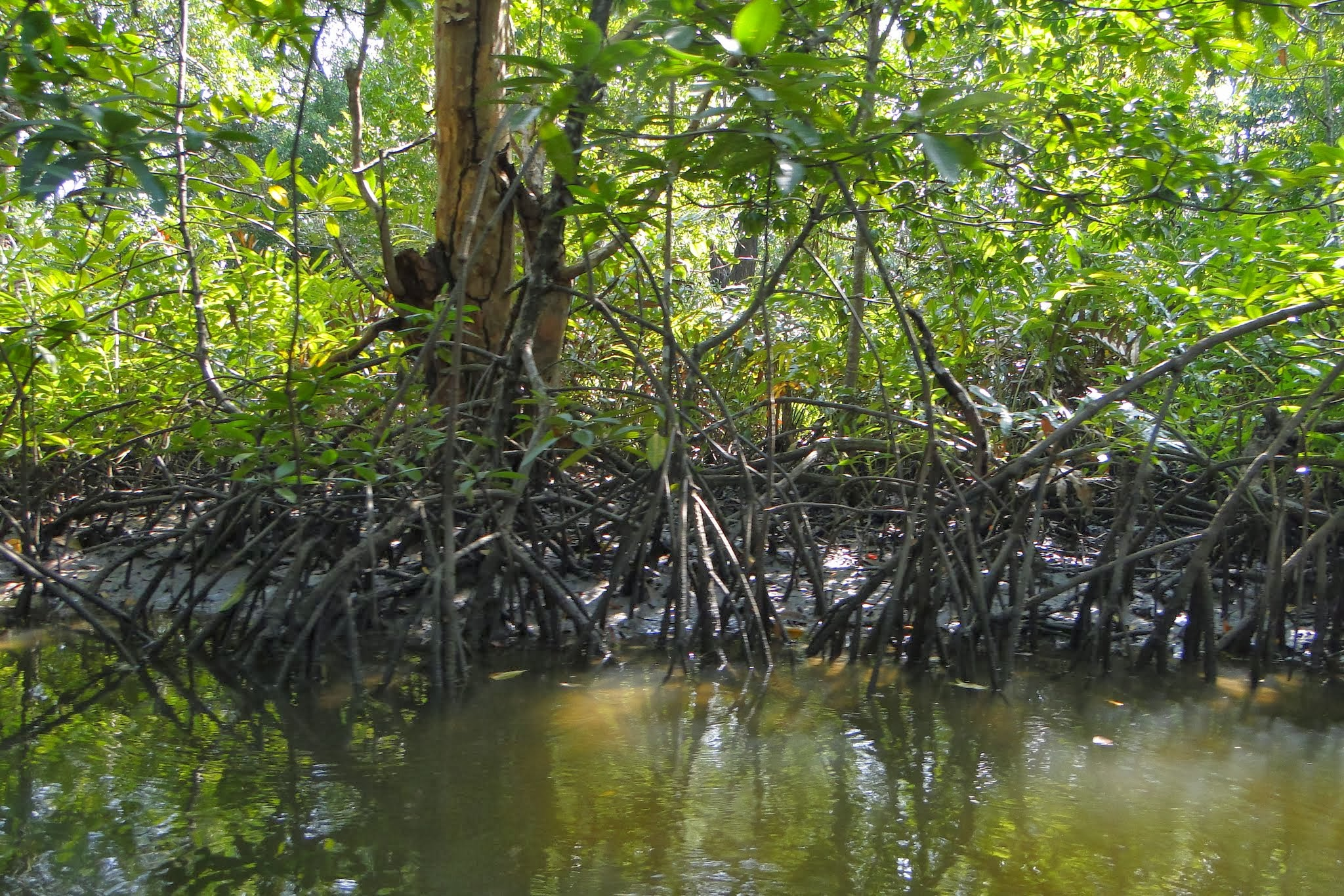
Il clima di un pianeta più caldo e umido della Terra potrebbe assomigliare a quello delle regioni tropicali terrestri. Nell'immagine, delle mangrovie in Cambogia

Un'altra caratteristica favorevole alla vita è la capacità del pianeta di sviluppare una forte magnetosfera, la quale risulterebbe funzionale a proteggere la superficie e l'atmosfera dalla radiazione cosmica e dal vento stellare, in particolare attorno a stelle nane rosse. I corpi poco massicci, quelli con una rotazione lenta o quelli che sono in blocco mareale potrebbero avere un debole campo magnetico o non averlo affatto, e nel tempo ciò potrebbe comportare la perdita di una parte significativa della sua atmosfera, soprattutto dell'idrogeno, per fuga idrodinamica.

### Temperatura e clima
La temperatura ottimale per la vita su un pianeta terrestre non è nota con precisione, anche se sulla Terra la biodiversità è stata maggiore in epoche più calde. È quindi possibile che esopianeti con temperature medie leggermente superiori a quella terrestre siano più adatti alla vita. L'effetto termoregolatore di grandi oceani su pianeti extrasolari eviterebbe le escursioni termiche che si verificano sulla Terra, causate dalle diverse latitudini e dalle diverse stagioni, le quali, con un'inclinazione assiale meno pronunciata, potrebbero essere meno estreme che sulla Terra. Anche la configurazione delle terre emerse, con più ambienti costieri, potrebbe favorire la biodiversità, ed evitare che al centro di grandi continenti si formino dei deserti.
Tuttavia, gli studi suggeriscono che la Terra si trova già in prossimità del bordo interno della zona abitabile del sistema solare, e che la sua vivibilità a lungo termine potrebbe essere compromessa per il naturale aumento della luminosità stellare nel corso del tempo, che spinge la zona abitabile verso l'esterno. Pertanto, esopianeti superabitabili dovrebbero essere più caldi della Terra, ma allo stesso tempo più lontani dalla propria stella di quanto non lo sia la Terra dal Sole, più vicino al centro della zona abitabile del sistema. Ciò sarebbe possibile con un'atmosfera più spessa o con una maggiore concentrazione di gas serra.

### Stella

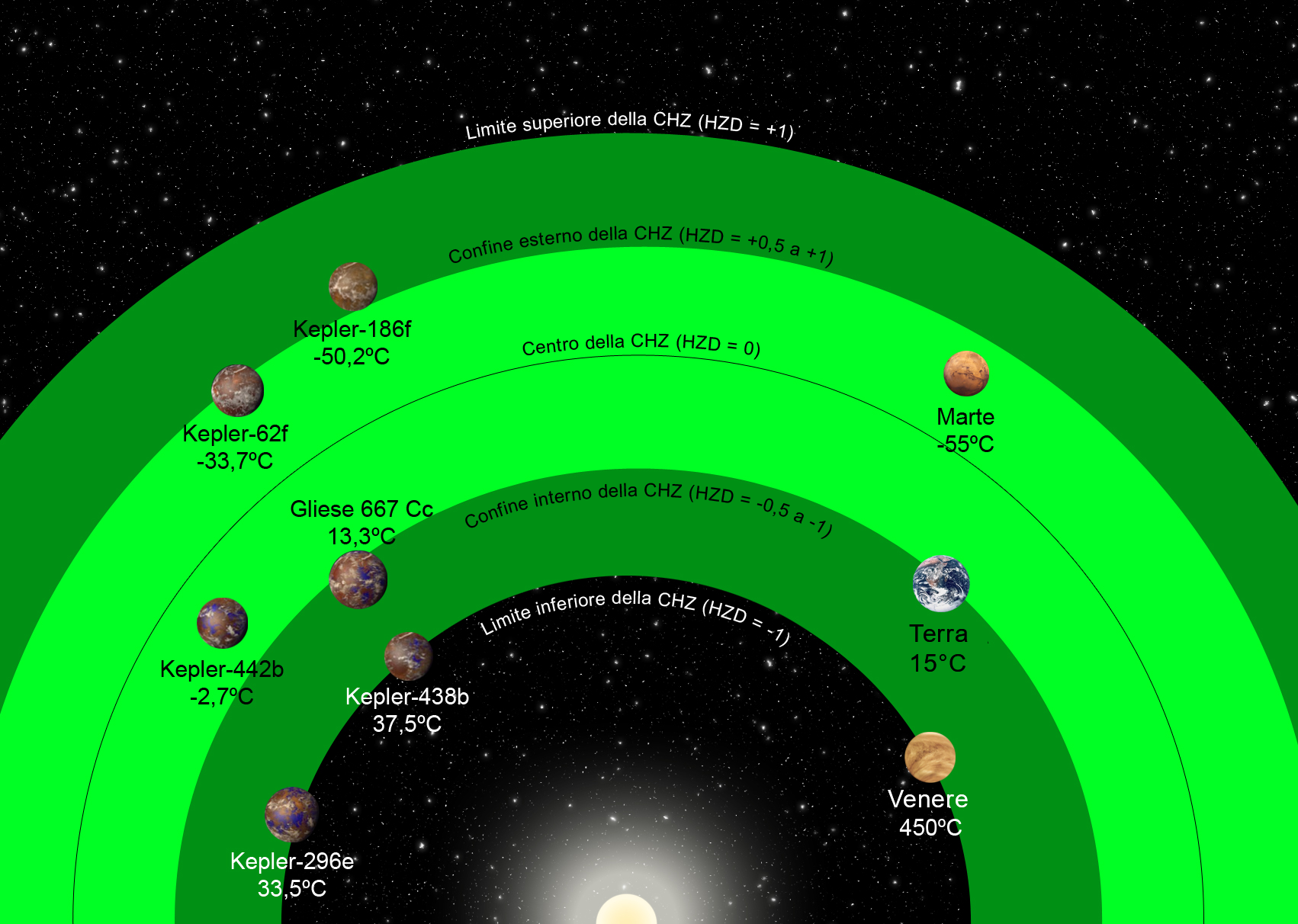
Dimensioni delle zone abitabili di alcuni sistemi con i pianeti confermati più somiglianti alla Terra e la loro temperatura superficiale

Le stelle più massicce e luminose come quelle di classe O e B, producono un processo di fotoevaporazione che impedisce la formazione di pianeti attorno alla stella,, inoltre, la vita di una stella è inversamente proporzionale alla sua massa e si pensa che perfino in stelle di tipo A e F la vita non abbia il tempo per svilupparsi.
All'altro estremo, le piccole nane rosse hanno zone abitabili molto vicine a esse, ed è molto probabile che qualsiasi pianeta situato alla giusta distanza sia in rotazione sincrona, volgendo sempre lo stesso emisfero alla stella. Inoltre, le dinamiche delle nane rosse sono molto diverse da quelle del Sole, mostrando forti cali e aumenti di luminosità che influenzano negativamente qualsiasi forma di vita presente nel sistema, soprattutto nel loro primo miliardo di anni di vita, ed è quindi improbabile che un pianeta in orbita a una nana rossa sia superabitabile.
Scartando i due estremi, i sistemi di stelle di tipo K (o anche G) offrono le migliori zone abitabili per la vita. Queste stelle permettono la formazione di pianeti intorno a sé stesse, hanno una lunga aspettativa di vita, e forniscono una zona abitabile stabile per lunghi periodi, anche tre volte maggiore rispetto a stelle come il Sole, inoltre, la radiazione prodotta da una nana arancione è sufficientemente bassa da permettere lo sviluppo della vita complessa nonostante l'assenza di un'ozonosfera protettiva.

### Orbita e rotazione
La rotazione sincrona di pianeti in blocco mareale alla stella può non essere un fattore importante per la vita se l'atmosfera è abbastanza densa per distribuire il calore dall'emisfero diurno all'emisfero notturno. Tuttavia, si è dibattuto ampiamente se questi pianeti siano in grado di ospitare la vita, e in ogni caso, ben difficilmente potrebbero essere classificati come superabitabili.
Gli esperti non hanno raggiunto un consenso sulla velocità di rotazione ottimale per un pianeta, ma non dovrebbe essere né troppo rapida né troppo lenta. In quest'ultimo caso potrebbero sorgere problemi come nel caso di Venere, che compiendo una rotazione ogni 243 giorni terrestri, non può generare un campo magnetico simile a quello terrestre. L'ipotesi della rarità della Terra ha suggerito la necessità di un satellite naturale di notevoli proporzioni per bilanciare l'asse planetario, tuttavia questa teoria è stata fortemente criticata, e gli studi più recenti suggeriscono che sarebbe preferibile l'assenza di un satellite.
L'orbita di un pianeta superabitabile dovrebbe essere situata nel centro della zona abitabile del sistema. Non vi è consenso sull'effetto che potrebbe avere una maggiore eccentricità orbitale in analoghi terrestri: è possibile che fluttuazioni termiche derivanti da marcate differenze nella distanza dalla stella nell'apoastro e nel periastro possano essere dannosi per la vita, anche se, d'altra parte, un'eccentricità moderata superiore a quella terrestre potrebbe proteggere il pianeta da eventi di glaciazione globale o effetti serra incontrollati.

### Atmosfera

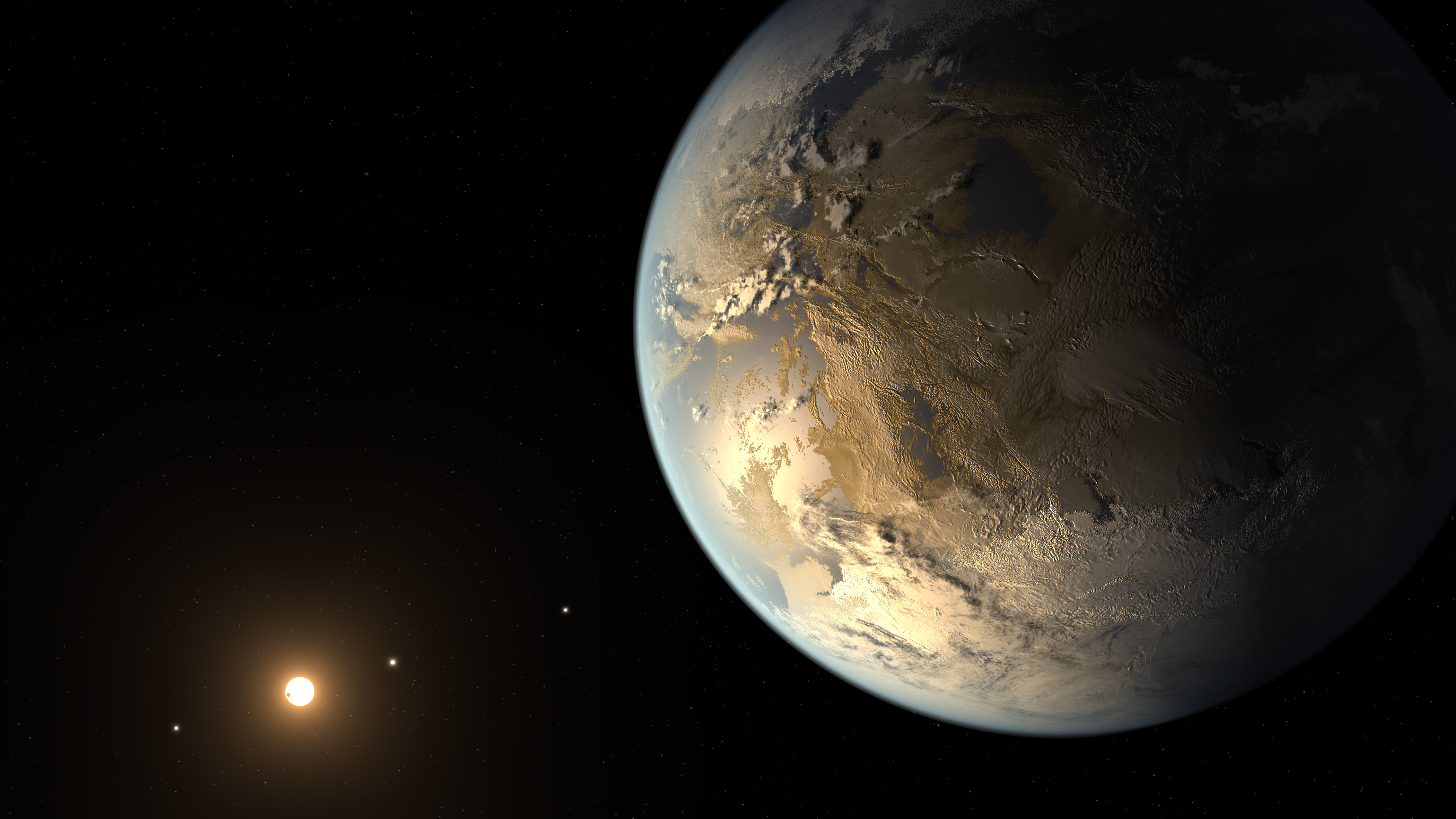
Immagine artistica di un analogo terrestre. Alcuni pianeti superabitabili potrebbero avere un'apparenza simile alla Terra, se non presentano grandi differenze con il nostro pianeta

Non ci sono argomenti solidi per poter dire che l'atmosfera terrestre abbia la composizione ottimale per ospitare la vita. Supponendo che la presenza di una notevole quantità di ossigeno nell'atmosfera sia necessaria per sviluppare forme di vita complesse, la percentuale di ossigeno nell'atmosfera sembra limitare le dimensioni massime di alcuni esseri viventi, e una maggior concentrazione permetterebbe una maggior diversità animale, influendo sull'ampiezza delle reti metaboliche. Sulla Terra, nel carbonifero, la percentuale di ossigeno nell'atmosfera era del 35%, e coincideva con uno dei periodi di maggiore biodiversità del nostro pianeta.
Pianeti con atmosfere più dense possono bloccare più efficacemente le radiazioni cosmiche e livellare le differenze termiche tra notte e giorno e la distribuzione delle precipitazioni tra le zone equatoriali e quelle polari, per nulla ottimale sulla Terra. La densità atmosferica dovrebbe essere maggiore nei pianeti più massicci, e ciò rafforza l'ipotesi che le super Terre possano presentare condizioni di superabitabilità.

### Età

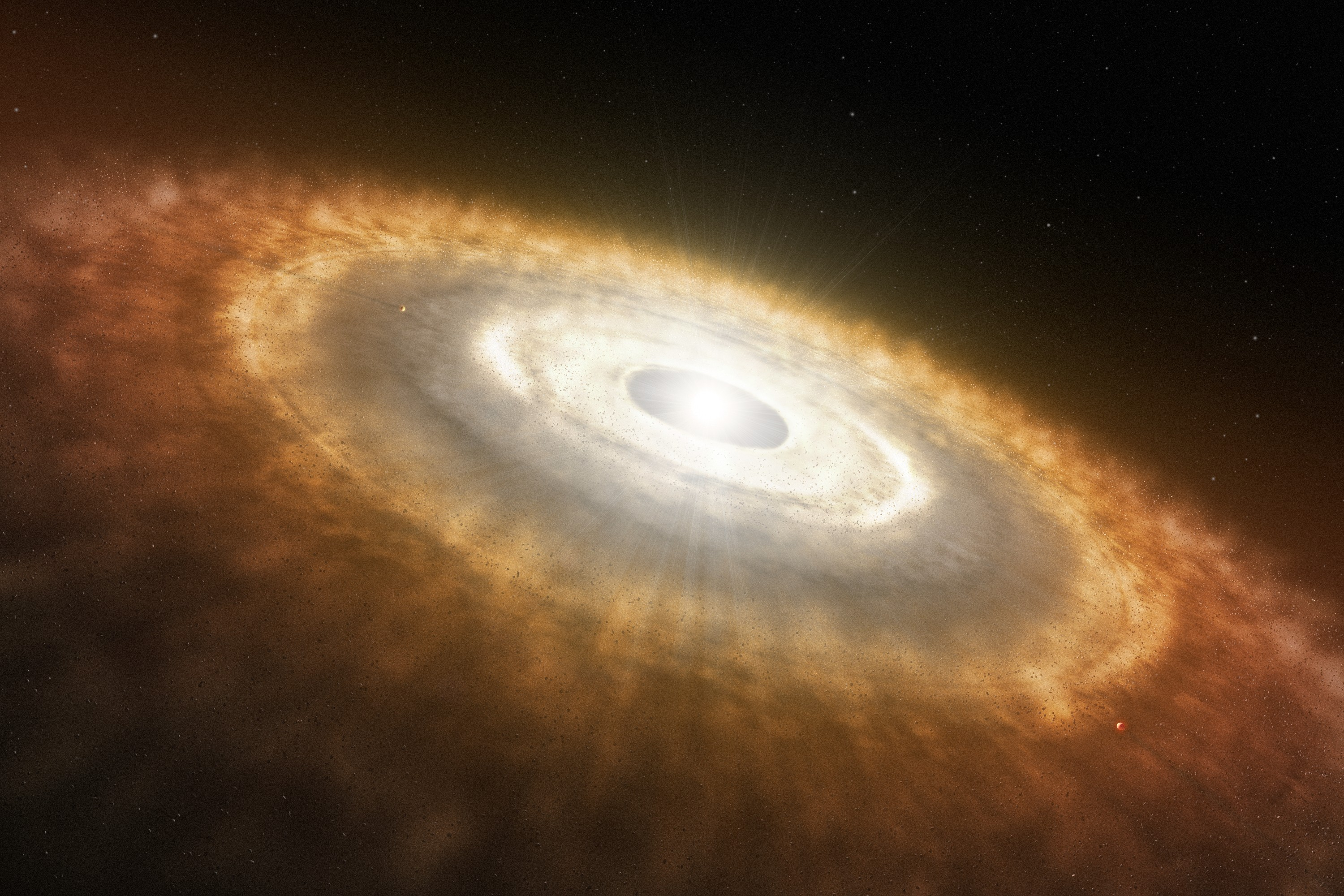
Immagine artistica di una protostella e del sistema planetario in formazione. Le prime stelle che apparvero nell'universo avevano una metallicità molto bassa, e ciò impediva la formazione di pianeti

Dal punto di vista biologico, i pianeti più vecchi della Terra possono avere una maggiore biodiversità, dal momento che le specie autoctone hanno avuto più tempo per evolversi, adattarsi e stabilizzare le condizioni ambientali per sostenere un ambiente adatto alla vita del quale possono beneficiare i loro discendenti.
Tuttavia, per molti anni si è dubitato della possibilità di trovare vita in sistemi antichi, per via della relazione tra la metallicità della stella e la formazione planetaria, poiché la presenza di metalli pesanti è andata via via aumentando nell'universo dai tempi della sua origine, e si riteneva che le stelle più antiche, con basse metallicità, avessero poche possibilità di avere pianeti attorno a sé. Le prime scoperte di pianeti extrasolari, per lo più pianeti giganti gassosi in orbite strette attorno alle loro stelle, suggerivano che i pianeti erano rari attorno a stelle con bassa metallicità, e che quindi oggetti di massa terrestre non fossero presenti in sistemi molto antichi.
Nel 2012, le osservazioni del telescopio spaziale Kepler hanno permesso di scoprire che questa relazione è molto più restrittiva in sistemi con pianeti gioviani caldi, mentre i pianeti terrestri potrebbero formarsi anche in stelle con metallicità più basse, e si pensa che i primi oggetti di massa terrestre siano apparsi tra 7 e 12 miliardi di anni fa. Data la maggiore stabilità delle nane arancioni (tipo K) rispetto al Sole e l'aspettativa di vita più lunga, è possibile che esopianeti appartenenti a stelle di tipo K siano superabitabili, per via del lungo periodo di tempo che hanno avuto le specie autoctone per evolversi.

## Profilo
Nonostante la scarsità di informazioni disponibili, e sebbene il consenso su alcuni punti non sia unanime, le ipotesi sopra presentate sulle caratteristiche dei pianeti superabitabili possono essere così riassunte:
- Massa: circa 2 M⊕.
- Raggio: con una densità simile alla Terra, il suo raggio deve essere compreso tra 1,2 e 1,3 R⊕.
- Oceani: simile percentuale di superficie coperta da oceani come sulla Terra, ma maggiormente distribuiti senza grandi masse di terra continue.
- Distanza: minor distanza dal centro della zona abitabile del sistema di quanto non lo sia la Terra.
- Temperatura: temperatura media superficiale di circa 25 °C.[13]
- Stella ed età: appartenenza a una stella di tipo K intermedio con un'età più avanzata rispetto al Sole (4,5 miliardi di anni), ma inferiore a 7 miliardi di anni.
- Atmosfera: leggermente più densa di quella terrestre e con una maggiore concentrazione di ossigeno.

Al 2016, non ci sono pianeti confermati che soddisfano tutte queste caratteristiche. Dopo l'aggiornamento del database di esopianeti il 23 luglio 2015, quello che più si avvicina è Kepler-442 b, appartenente a una stella nana arancione, che ha un raggio di 1,34 R⊕ e una massa di 2,34 M⊕, ma con una temperatura superficiale stimata di -2,65 °C. È comunque possibile che la maggior massa gli abbia consentito di mantenere un'atmosfera più densa, più ricca di gas serra, e possa quindi avere una temperatura uguale o leggermente superiore a quella terrestre. In quel caso, potrebbe anche essere un pianeta superabitabile.

### Aspetto

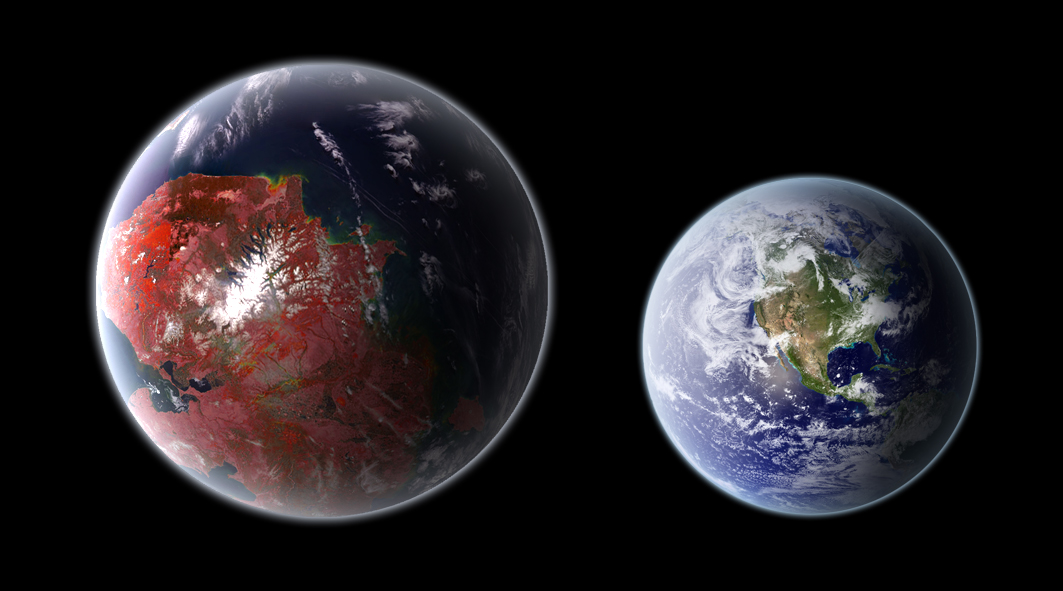
Le dimensioni di un pianeta superabitabile, a sinistra, confrontate con quelle della Terra

L'aspetto di un pianeta superabitabile è sostanzialmente simile a quello della Terra. Le principali differenze rispetto al profilo visto in precedenza, sarebbero derivate dalla sua massa. La sua atmosfera più densa per la maggior forza gravitazionale probabilmente previene la formazione di calotte polari, a causa della minore differenza termica tra le diverse regioni del pianeta dovuta alla maggior redistribuzione dell'energia, inoltre avrebbe anche una maggiore concentrazione di nubi e le precipitazioni sarebbero abbondanti.
Probabilmente, la vegetazione sarà differente, a causa della maggiore densità dell'aria, per le temperature e la piovosità, e per la diversa luce delle stelle. Con il tipo di radiazione emessa dalle stelle di tipo K, le piante probabilmente assumerebbero diverse tonalità di giallo, arancione o rosso, e non verdi come sulla Terra. La vegetazione coprirebbe aree più vaste che sulla Terra, e il suo colore sarebbe visibile dallo spazio, come succede per le grandi aree delle foreste pluviali sulla Terra.

## Abbondanza
Heller e Armstrong ipotizzano che il numero di pianeti superabitabili possa essere di gran lunga superiore a quello degli analoghi della Terra. Le stelle meno massicce di sequenza principale sono più abbondanti rispetto alle stelle più grandi e luminose, quindi esistono più nane arancioni di analoghe solari, e si stima che circa il 9% delle stelle nella Via Lattea siano stelle di tipo K.
Un altro punto che favorisce il predominio dei pianeti superabitabili rispetto agli analoghi terrestri è che, a differenza di questi ultimi, buona parte dei requisiti di un mondo superabitabile può essere soddisfatta spontaneamente e congiuntamente semplicemente avendo una massa maggiore. Un corpo planetario vicino a 2 o 3 M⊕ dovrebbe svolgere meglio la sua attività tettonica e avrà anche una maggiore superficie rispetto a un pianeta di massa terrestre. Allo stesso modo, è probabile che i suoi oceani siano meno profondi per effetto della gravità sulla crosta, il suo campo gravitazionale più intenso e l'atmosfera più densa.
Al contrario, pianeti di massa terrestre possono avere una più ampia gamma di condizioni. Ad esempio, alcuni possono sostenere una tettonica attiva per un periodo di tempo più breve, una minore densità atmosferica e maggiori probabilità di sviluppare una glaciazione globale, come nel periodo della Terra a palla di neve, che potrebbe essere anche permanente. Un altro effetto negativo della minore densità atmosferica sono le oscillazioni termiche, che aumentano la variabilità del clima globale e le probabilità di eventi catastrofici. Inoltre, avendo una magnetosfera più debole, questi pianeti potrebbero perdere il loro idrogeno atmosferico più facilmente, per fuga idrodinamica, e diventare pianeti deserti, e solo uno di questi esempi potrebbe impedire la comparsa della vita sul pianeta. In ogni caso, la moltitudine di scenari che possono trasformare un pianeta di massa terrestre situato nella zona abitabile di un analogo solare in un luogo inospitale, sono meno probabili su un pianeta che soddisfi le caratteristiche di base di un mondo superabitabile, per cui questi ultimi dovrebbero essere più comuni.
Secondo uno studio di Dirk Schulze-Makuch dell'Università tecnica di Berlino, al 2020 si conoscono un paio di dozzine di potenziali pianeti superabitabili.